# Прозий Тертулиан
Прозий Тертулиан (на латински: Prosius Tertullianus) e политик и сенатор на Римската империя през 3 век.
През 242/243- 244 г. той е управител на провинция Долна Мизия.